# Almozara
Almozara är en del av en befolkad plats i Spanien.   Den ligger i provinsen Provincia de Zaragoza och regionen Aragonien, i den nordöstra delen av landet, 270 km nordost om huvudstaden Madrid. Almozara ligger 180 meter över havet och antalet invånare är 25 767.
Terrängen runt Almozara är huvudsakligen platt. Almozara ligger nere i en dal. Runt Almozara är det tätbefolkat, med 550 invånare per kvadratkilometer. Närmaste större samhälle är Zaragoza, 2,1 km öster om Almozara. Runt Almozara är det i huvudsak tätbebyggt.